# Державин, Андрей Владимирович
Андре́й Влади́мирович Держа́вин (род. 20 сентября 1963, Ухта, Коми АССР) — советский и российский певец, музыкант, композитор и аранжировщик. Лидер группы «Сталкер» и основатель одноимённой продюсерской компании.

## Биография

### Ранние годы
Родился 20 сентября 1963 года в городе Ухта в семье инженеров-геофизиков Владимира Дмитриевича (1942—2018) и Галины Константиновны Державиных (1937—2013). Есть младшая сестра Наталья Державина (род. 1971).
Окончил Ухтинскую музыкальную школу по классу фортепиано. Учился в УГТУ (инженерно-строительный факультет). Со школьных лет начал играть в самодеятельных группах (клавиши, гитара).

### Карьера
В 1985 году с друзьями по институту организовал группу «Сталкер», в 1986 «Сталкер» выпустил свой первый магнитоальбом «Звёзды». Вскоре группу пригласили на работу в Коми республиканскую филармонию, после чего она объехала с гастролями всю страну. В период 1986—1989 вышли два магнитоальбома: «Новости из первых рук» и «Жизнь в придуманном мире».
В 1990 году Андрей Державин и группа «Сталкер» стали победителями Всесоюзного фестиваля «Песня-90» с песней «Не плачь, Алиса!». После распада СССР и до конца 1999 года артист вёл сольную карьеру. Среди известных его песен — «Чужая свадьба», «Песня про Брата», «Журавли», «Катя-Катерина», «Наташа», «Та, которая уходит в дождь», и другие.
С 2000 года стал клавишником группы «Машина времени», был автором музыки и исполнителем нескольких песен.
Кроме того, сочинял музыку к кино, телесериалам, мультфильмам (в том числе работал над музыкой к 19 и 20 сериям «Ну, погоди!»).
В 2017 году, понимая, что графики гастролей «Сталкера» и «Машины времени» будут пересекаться, покинул «Машину времени».
Весной 2019 года отправился в первый с 1999 года большой гастрольный тур с возрождённой группой «Сталкер».
В сентябре 2019 в Москве прошёл сольный концерт Андрея Державина с группой «Сталкер» в Vegas City Hall.

## Семья
Жена, Елена Державина (дев. Шахутдинова, 1964), поженились, ещё будучи студентами.
- Сын, Владислав (1986)[12].

- Внуки: Алиса (2009), Герасим (2013), Маргарита (2017).

- Дочь, Анна (2005).

## Общественная позиция
В марте 2014 года поддержал российскую аннексию Крыма, подписал письмо президенту РФ В. Путину в поддержку захвата Крыма. В 2022 году поддержал российское нападение на Украину.

## Работы
Группа «Сталкер»
- Андрей Державин — вокал, автор, синтезатор, электропианино
- Виктор Голоднев — клавишные
- Станислав Галицкий[14][15] — электрогитара
- Сергей Рябоконь[16][17] — бас-гитара
- Алексей Шейман — ударные, эл. перкуссия

### Дискография
С группой «Сталкер»
- 1986 — «Звёзды»
- 1988 — «Новости из первых рук»
- 1991 — «Не плачь, Алиса!»
- 2019 — «Песни о Хорошем. Часть 1»
- 2019 — «Песни о Хорошем. Часть 2»

Сольные альбомы
- 1994 — «Лучшие песни»
- 1996 — «Сам по себе»
- 2003 — «Разное и дорогое»
- 2016 — «Избранное»[18]
- 2019 — «Песни о хорошем»

С Александром Кутиковым
- 1989, 1996 — «Танцы на крыше»

С Владимиром Пресняковым-ст.
- 1994 — «Депрессия»

С Евгением Маргулисом
- 1998, 2001 — «7+1»
- 2007 — «Продолжение следует»
- 2009 — «Письма»
- 2020 — «Хемингуэй» (Alex Pilips и «Братья Карамазова»)

С группой «Машина времени»
- 2001 — «50 лет на двоих» (с группой «Воскресение»)
- 2001 — «Место, где свет»
- 2004 — «Машинально»
- 2004 — «Неизданное 2»
- 2005 — «Kremlin Rocks!»
- 2007 — «Time Machine»
- 2009 — «Машины не парковать»
- 2009 — «Машинопись»
- 2010 — «День 14810-й»
- 2016 — «ВЫ»

### Видеография
- 1989 — «Верю»
- 1989 — «Три недели»
- 1991 — «Грустная девчонка»
- 1992 — «Чужая свадьба»
- 1993 — «Песня о первой любви»
- 1995 — «Журавли»
- 1996 — «Наташа»
- 1999 — «Та, которая уходит в дождь»
- 2020 — «Хемингуэй»

### Фильмография
Композитор
- 2003 — «Танцор» (сериал), режиссёр Дмитрий Светозаров
- 2005 — «Ну, погоди!» (мультфильм 19 и 20 серии), фрагменты саундтрека  , режиссёр Алексей Котёночкин
- 2007 — «Лузер» (фильм), фрагмент саундтрека , режиссёр Александр Абдулов
- 2009 — «Цыганки» (сериал), продюсер Алексей Пиманов
- 2010 — «Женить миллионера» (фильм), фрагмент саундтрека , режиссёры: Владимир Краснопольский, Валерий Усков
- 2010 — «Приключения Котёнка и его друзей» (мультсериал), фрагмент саундтрека , режиссёр Анатолий Резников
- 2005—2012 — «Удивительные приключения Хомы» (мультсериал), фрагмент саундтрека , автор сценария Альберт Иванов, режиссёры: Владимир Тарасов, Алексей Штыхин, Дмитрий Семёнов, Борис Тузанович

Роли
- 2006 — «Я вернусь»… Игорь Тальков (документальный)
- 2008 — «Воротилы. Быть вместе», режиссёр Дмитрий Черкасов — камео
- 2009 — «Мужчина в моей голове» , (фильм), режиссёр Алексей Пиманов — камео

## Интервью
- Андрей Державин — Лично Знаком: о «Машине времени», оправданной скромности и отношениях с отцом
- Андрей Державин — Андрей Державин: Я возродил группу «Сталкер» — МИР 24
- Андрей Державин. Интервью перед концертом. Вести-Красноярск:
- Андрей Державин покинул «Машину времени», чтобы возродить «Сталкер»: интервью с музыкантом
- Андрей Державин: «Музыкальная мода циклична, и мне это нравится»
- Сохранить семью Державину всегда помогала мудрость жены
- Андрей Державин: «Филармония перевернула нашу жизнь с ног на голову»
- Автор «Не плачь, Алиса!» Державин впервые с 1999 года едет в тур по РФ со своей группой
- Андрей Державин и группа «Сталкер» — Живой концерт на радио «Маяк» 13 апреля 2019 года